# チャールズ・ランドルフ
チャールズ・ランドルフ（Charles Randolph）は、アメリカ合衆国の脚本家、映画及びテレビプロデューサーである。
妻はイスラエルの女優のミリー・アヴィタルで、子供を2人もうけている。

## キャリア
ランドルフはカルチュラル・スタディーズと哲学の教授であった。33歳の時に南カリフォルニア大学での講演のためにロサンゼルスを訪れた際、ファレリー兄弟の関係者と知り合い、脚本家転身を促される 。
脚本作品には『ライフ・オブ・デビッド・ゲイル』（2003年）、『ザ・インタープリター』（2005年）、『ラブ & ドラッグ』（2010年）、『マネー・ショート 華麗なる大逆転』（2015年）などがある。
『マネー・ショート 華麗なる大逆転』をアダム・マッケイと共同執筆したことにより、全米脚本家組合賞脚色賞、クリティクス・チョイス・アワード脚色賞、エンパイア賞脚本賞、英国アカデミー賞脚色賞、アカデミー賞脚色賞を受賞した。

## フィルモグラフィ
| 年   | 作品                                                  | クレジット       | 備考                                   |
| ---- | ----------------------------------------------------- | ---------------- | -------------------------------------- |
| 2003 | ライフ・オブ・デビッド・ゲイル The Life of David Gale | 脚本             |                                        |
| 2005 | ザ・インタープリター The Interpreter                  | 脚本             |                                        |
| 2009 | チェイシング/追跡 Tenderness                          | 製作             |                                        |
| 2010 | ラブ & ドラッグ Love & Other Drugs                    | 脚本・製作       |                                        |
| 2010 | The Wonderful Maladys                                 | 脚本・製作総指揮 | シリーズ化しなかったテレビ・パイロット |
| 2013 | The Missionary                                        | 脚本・製作総指揮 | シリーズ化しなかったテレビ・パイロット |
| 2015 | マネー・ショート 華麗なる大逆転 The Big Short         | 脚本             |                                        |
| 2016 | Exposed                                               | 脚本・製作総指揮 |                                        |
| 2019 | スキャンダル Bombshell                                | 脚本             |                                        |

## 受賞とノミネート
| 賞                               | 年   | 部門   | 作品名                          | 結果       |
| -------------------------------- | ---- | ------ | ------------------------------- | ---------- |
| アカデミー賞                     | 2015 | 脚色賞 | マネー・ショート 華麗なる大逆転 | 受賞       |
| 英国アカデミー賞                 | 2015 | 脚色賞 | マネー・ショート 華麗なる大逆転 | 受賞       |
| ゴールデングローブ賞             | 2015 | 脚本賞 | マネー・ショート 華麗なる大逆転 | ノミネート |
| クリティクス・チョイス・アワード | 2015 | 脚色賞 | マネー・ショート 華麗なる大逆転 | 受賞       |
| 全米脚本家組合賞                 | 2015 | 脚色賞 | マネー・ショート 華麗なる大逆転 | 受賞       |
| エンパイア賞                     | 2015 | 脚本賞 | マネー・ショート 華麗なる大逆転 | 受賞       |